# Santa Laura salpeterbruk
Santa Laura salpeterbruk (spanska: Oficina Salitrera Santa Laura) är en nedlagd industri för framställning av salpeter. Den ligger 47 km från Iquique i norra Chile. Tillsammans med Humberstone salpeterbruk är saltverket ett världsarv sedan 2005 med namnet Salpeterbruken Humberstone och Santa Laura.
Industrin grundades 1872 av företaget Barra y Riesco. 1897 köptes det av Foelsch y Martin. Produktionen under 1900-talet nere helt ett par år. 1960 lades tillverkningen ned för gott.